# Марьяновка (Новомосковский район)
Марья́новка (укр. Мар'янівка) — село,
Марьяновский сельский совет,
Новомосковский район,
Днепропетровская область,
Украина.
Код КОАТУУ — 1223283301. Население по переписи 2001 года составляло 914 человек.
Является административным центром Марьяновского сельского совета, в который, кроме того, входят сёла
Скотоватое,
Новоскотоватое и посёлок
Мирное.

## Географическое положение
Село Марьяновка находится в 1,5 км от села Скотоватое.
По селу протекает пересыхающий ручей с запрудой.
Рядом проходит железная дорога, станция Вольное в 1,5 км.

## Экономика
- Птицефабрика «Марьяновская».
- Племптицесовхоз «Новомосковский», КП.
- Новомосковский плодорозсадник.
- ООО «Памир».

## Объекты социальной сферы
- Школа.
- Детский сад.
- Фельдшерско-акушерский пункт.
- Клуб.